# IC 1224
IC 1224 је галаксија у сазвјежђу Херкул која се налази на листи објеката дубоког неба у Индекс каталогу.
Деклинација објекта је + 19° 15' 18" а ректасцензија 16h 42m 56,2s. Привидна величина (магнитуда) објекта IC 1224 износи 14,4 а фотографска магнитуда 15,4. IC 1224 је још познат и под ознакама MCG 3-42-27, CGCG 110-3, NPM1G +19.0475, PGC 58824.